# Fumana juniperina
Fumana juniperina là một loài thực vật có hoa trong họ Nham mân khôi. Loài này được (Lag. ex Dunal) Pau mô tả khoa học đầu tiên năm 1904.